# 司布真科納 (印第安納州)
司布真科納（英語：Spurgeon Corner）是位於美國印第安納州布朗縣的一個非建制地區。該地的面積和人口皆未知。

## 地理
司布真科納的座標為39°04′15″N 86°08′42″W / 39.07083°N 86.14500°W，而該地的平均海拔高度為232米（即761英尺）。